# Мале Лашче
Мале Лашче (словен. Male Lašče) је насељено место у општини Велике Лашче, Средњесловенска регија, Словенија.

## Историја
До територијалне реорганизације у Словенији било је у саставу града Љубљане, односно старе општине Вич–Рудник.

## Становништво
У попису становништва из 2011. године, Мале Лашче је имало 281 становника.
| Број становника према пописима | Број становника према пописима | Број становника према пописима |
| ------------------------------ | ------------------------------ | ------------------------------ |
| 1991                           | 2002                           | 2011                           |
| 183                            | 258                            | 281                            |

Напомена: Године 2001. умањено за део насеља који је припојен насељу Велике Лашче. Године 2009. години извршена је мања размена територије између насеља Мале Лашче и Велике Лашче.